# Janusz Zajdel
Janusz Andrzej Zajdel (Varsovia, 15 de agosto de 1938-ibídem, 19 de julio de 1985) fue un prominente autor polaco de ciencia ficción. Murió de cáncer. El Premio más importante de Literatura Fantástica Polaca lleva su nombre.

## Características de su obra
Zajdel es el precursor de la ficción social y distópica. En sus obras, visiona estados totalitarios y sociedades colapsadas. Sus héroes están desesperados intentando encontrar sentido al mundo que les rodea, algunas veces, como en El cilindro de van Troff, son extranjeros de otro tiempo o lugar, que se intentan adaptar al nuevo medio. El tema recurrente principal es la comparación de la sobriedad de los lectores, con las situaciones desesperanzadoras que se darían en un espacio si quisiéramos llevar ideas totalitarias a mundos espaciales.

## Obra publicada (selección)

### Novela
- Lalande 21185, Editorial Nasza Księgarnia, 1966.
- El cilindro de van Troff (Cylinder van Troffa), 1980. La novela tuvo siete ediciones y fue traducida al búlgaro y al checo.[1]
- Limes inferior, 1982.
- Toda la verdad sobre el planeta Xi (Cała prawda o planecie Ksi), 1983
- Saliendo de la sombra (Wyjście z cienia), Editorial Czytelnik, 1983
- Paraíso, el Mundo en Órbita (Paradyzja), Editorial Iskry, 1984.

### Relatos reunidos
- El veneno de la mantesia (Jad mantezji), Editorial Nasza Księgarnia, 1965.
- Cruzando el espejo (Przejście przez lustro), Editorial Iskry, 1975.
- Lo iluso (Iluzyt), Editorial Nasza Księgarnia, 1976.
- Fénix (Feniks), Editorial Nasza Księgarnia, 1981.
- La cola del diablo (Ogon diabła), 1982.

#### Edición póstuma
- ¿Adónde va ese tranvía? (Dokąd jedzie ten tramwaj?), 1988 — Colección de cuentos cortos.

### Poesía

#### Edición póstuma
- Yo, Zajdel (Ja Zajdel). Con un epílogo de Edyta Izabela Rudolf. Varsovia, Fandom Polski, 2017. ISBN 978-83-939993-4-7